# Apamea intermedia
Apamea intermedia là một loài bướm đêm trong họ Noctuidae.